# Subway to Sally
Subway to Sally (abreviado StS) es una banda fundada en 1992 en la ciudad de Potsdam en un principio de música folk y después con influencia del metal. Su primer álbum (Album 1994) contenía canciones en inglés, después intentaron con el latín y el gaélico. Ahora la banda utiliza únicamente el alemán.

## Nombre de la banda
El nombre de la banda se debe a una de sus primeras canciones, "Down the Line", Una mujer llamada Sally se erige como una metáfora de la meta de la vida. Sally se describe en la canción como una luz brillante al final de un largo túnel.

## Historia
Simon Levko (Simon) y Michael Bodenski (Bodenski) se conocían desde la escuela en 1980, allí fundaron junto con otros dos compañeros una banda escolar llamada Zweiek. Bodenski militó en el Ejército Popular Nacional (NVA) y durante ese tiempo la banda estuvo inactiva, luego de su regreso, los otros dos compañeros no quisieron reactivar el grupo escolar. A Simon y Bodenski pronto se le unieron Ingo Hampf, Silvio Runge (Sugar Ray) y Guido (Katzengold). Formaron Bodenski Beat, Ingo, que se encontraba en el NVA, se les unió luego.

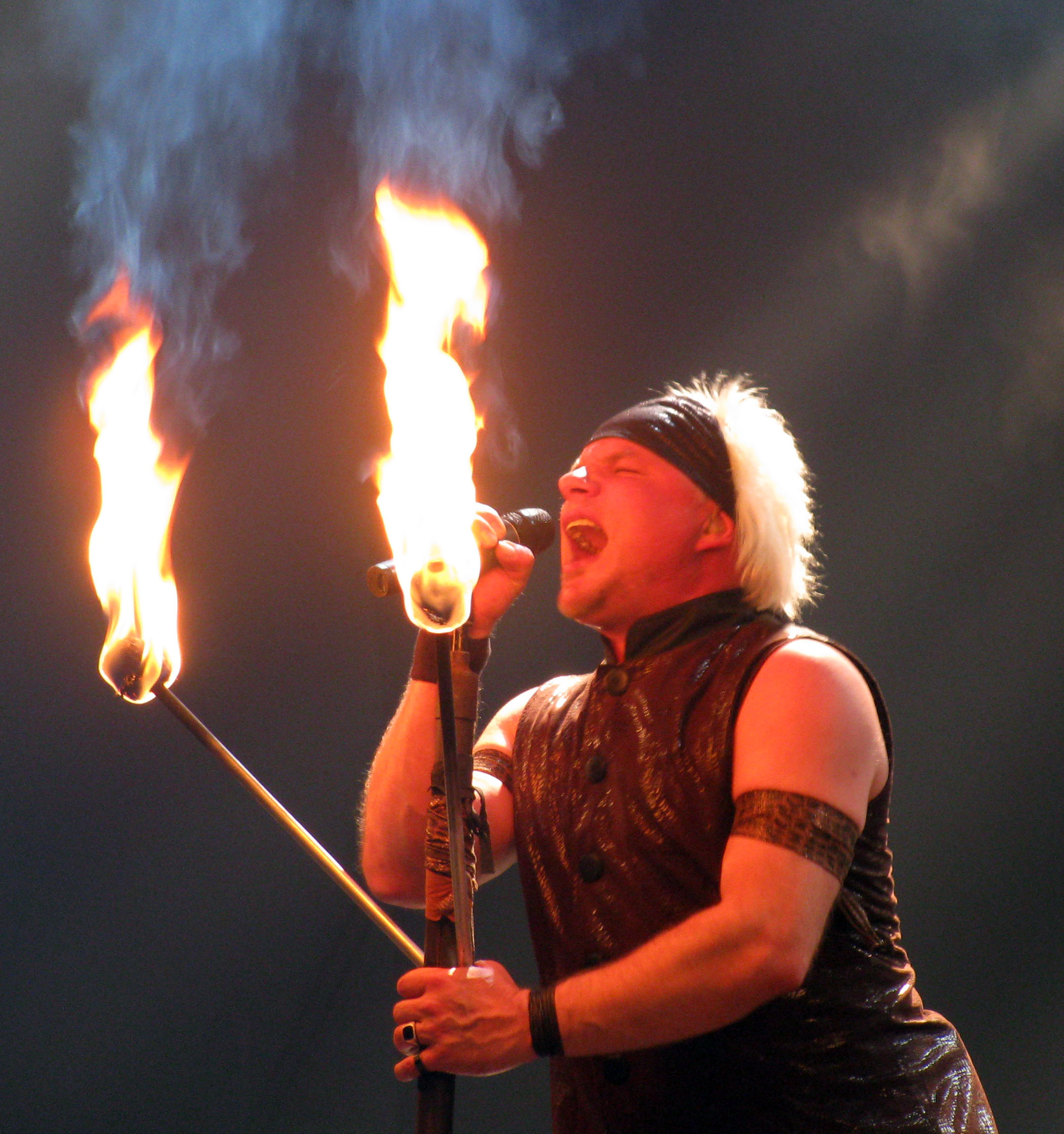
Eric Fish, vocalista.

En 1990 se les unieron dos músicos de folk, la violinista Silke Volland (Frau Schmitt) y la trompetista Coni. El proyecto paso a llamarse Subway to Sally. El 15 de septiembre de ese año dan su primer concierto, Coni deserta del grupo por su embarazo (Véase In Extremo). Más tarde, Eric Hecht (Erik Fish) se unió como gaitero y para el segundo álbum, como vocalista.
Hubo una gran evolución desde su primer álbum hasta Engelskrieger (Ángeles Guerreros). Desde MCMXCV dejaron atrás las letras en inglés, la única excepción el la canción "Syrah" del Álbum Bannkreis. Desde Engelskrieger los instrumentos eléctricos pasaron a tomar un papel principal, sin embargo para Nord Nord Ost (Norte Nordeste) retoman un poco sus pasos. Después del cambio de sello de Universal a Nuclear Blast la banda volvió aún más a sus raíces. Nord Nord Ost es también el mayor éxito comercial de la banda, logró ocupar el n.º 5 en la lista de control de medios.
Para su gira acústica del mes de noviembre, grabaron un CD y un DVD titulado Nackt (Desnudo), durante la gira fueron acompañados por B. Deutung en el violonchelo, un exmilitante de la banda de Folk/Punk The Inchtabokatables. La gira tuvo un gran éxito y StS decidió repetirla con Nack - Teil 2 (Desnudo - Parte 2) ene le que incluían el mismo repertorio.
El Álbum de estudio Bastard vio la luz el 19 de octubre de 2007, el álbum fue nombrado álbum del mes de noviembre por la revista Metal Hammer. "Meine Seele brennt" (Mi alma en Llamas) y "Auf Kiel" (Sobre la Quilla) fueron las canciones con que la banda tocó en varios festivales a modo de presentación, antes de que el disco saliera a la venta. Días antes del lanzamiento oficial se puso a disposición del público en la web de la banda unas pistas cortas de todos los temas del disco. El primer Sencillo se tituló Umbra / Tanz auf dem Vulkan (Umbra / Bailando sobre el Volcán). Schlachthof (Matadero) Salió en formato DVD, la banda tocó en la ciudad de Dresde, en un antiguo matadero (de:Alter Schlachthof (Dresden) (enlace roto disponible en Internet Archive; véase el historial, la primera versión y la última).) para la ocasión.

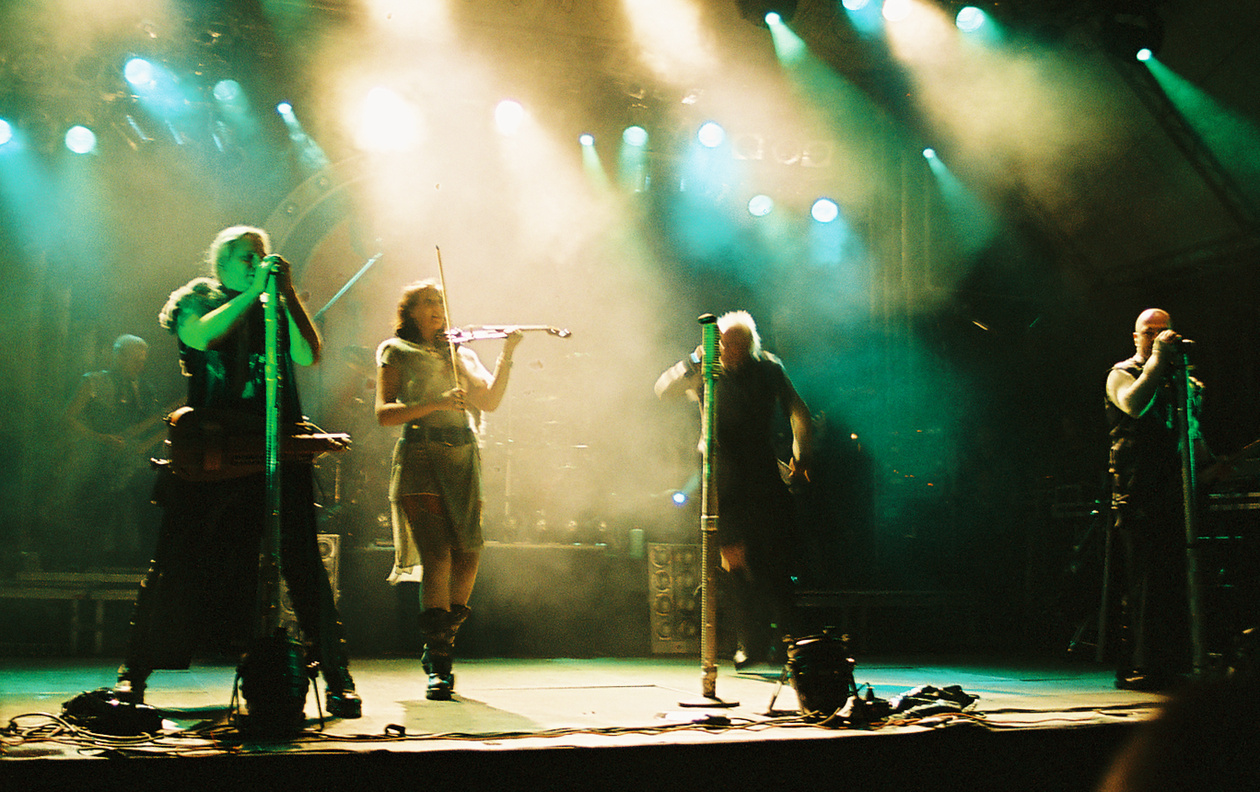
StS en Sundstock.

La banda se presentó en el 14 de febrero de 2008 en el festival Bundesvision Song Contest en Hannover en el que ocuparon el lugar n.º 1 con la canción "Auf Kiel" del Álbum Bastard. De forma independiente a su sello, la banda publicó el 4 de marzo una recopilación de sus dos álbumes éxitos Herzblut (Pasión) y Engelskrieger.
El último disco hasta la fecha de la banda es Kreuzfeuer (Cruz de Fuego) y se publicó el 27 de marzo de 2009. En su tradicional gira de Navidad la banda sacó el sencillo Besser, du rennst (Mejor, Corre) días antes de la publicación del álbum, y como paso con Bastard, se publicaron varios cortos de las canciones en su web. StS ha desarrollado con este álbum un sonido más fuerte, pero relegando los instrumentos tradicionales a un segundo plano:

Los riff y las canciones, todas están bien pensadas llegando directamente al oyente, sin embargo, la banda se ha centrado principalmente en los elementos del rock, y ha dejado los instrumentos más tradicionales más que nunca.
Eike Frommeyer en Review de Kreuzfeuer en The-Pit.de

El 24 de abril de 2009 lanza a modo de recopilación el Álbum en vivo Schrei (Grita) y el DVD Subway to Sally Live bajo el nombre de Schrei / Engelsgrieger in Berlin (Grita / Ángeles Guerreros en Berlín).
La banda comienza una gira por su país, el 8 de agosto dan un concierto al aire libre en el festival M'era Luna, durante esa temporada tocaron como banda de apoyo de Mono Inc.. Del 20 de octubre al 31 de octubre, la banda estuvo de gira de China y tocó entre otros lugares en Pekín y Wuhan.
En abril y mayo de 2010 Subway To Sally estuvo por segunda vez de gira acústica. La gira se tituló Nackt II (Desnudo 2). El 29 de abril dieron en la Casa de Teatro de Stuttgart un concierto del que se desliga el DVD que fue lanzado el 22 de octubre y que se proyectó previamente en un número de salas de cine, con la introducción de la banda. Para esta gira, los fanes pudieron votar las canciones que querían ver en directo en esta gira. La banda compone algunas piezas inéditas para esta gira como son "Spielmann" (Músico) y "Bruder" (Hermano). Debido a la alta demanda, al igual que Nackt también Nackt II' tendrá fechas adicionales en la primavera de 2011.

## La Poesía Alemana y la Edad Media
El estilo lírico es uno de los puntos clave que ha llevado a la banda al éxito, Bodenski estudio Estudios Germánicos y perteneció a la Escuela de Cello, MCMXCV cuyos textos están en alemán, algunos de aspecto antiguo, es rico en metáforas y calidad. Los temas incluían varios temas de la Edad Media, entre ellos algunos de François Villon, actualmente Bodenski en quien se encarga de la mayoría de temas. Nord Nord Ost aún mostraba un ambiente añejo, pero con Bastard y Kreuzfeuer el grupo mezcla su música, con sonidos más fuertes.

## Discografía

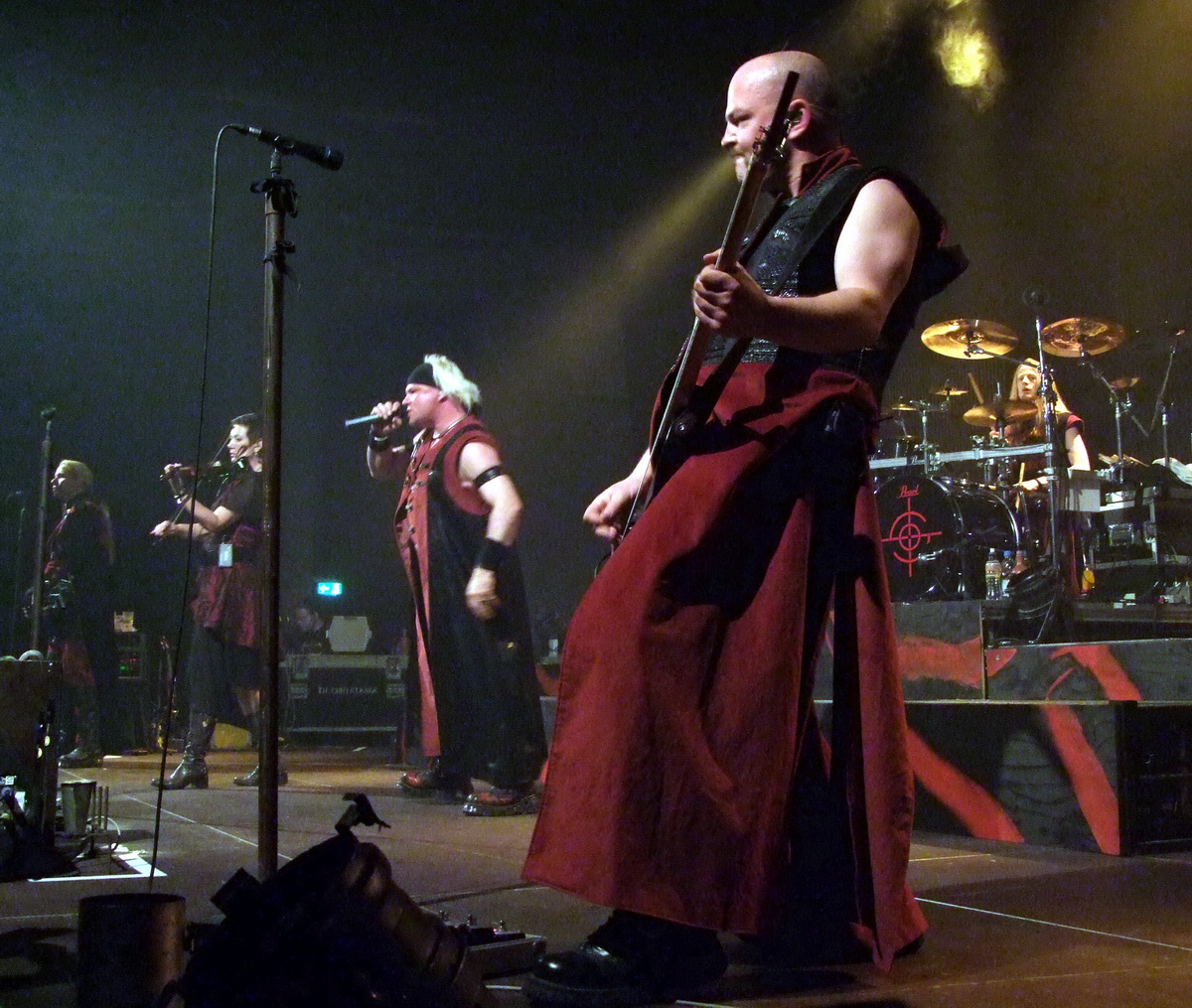
StS presentando Kreuzfeuer, abril de 2009.

### Álbumes de estudio
- 1994: Album 1994, (Costbar)
- 1995: MCMXCV (1995), (Stars in the Dark)
- 1996: Foppt den Dämon! (Burlarse del Demonio), (Red Rooster)
- 1997: Bannkreis (Círculo Mágico), (BMG Ariola)
- 1999: Hochzeit (Boda), (BMG Ariola)
- 2001: Herzblut (Pasión), (Island Mercury)
- 2003: Engelskrieger (Ángeles Guerreros), (Motor Music)
- 2005: Nord Nord Ost (Norte Nordeste), (Nuclear Blast)
- 2007: Bastard (Bastardo), (Nuclear Blast)
- 2009: Kreuzfeuer (Cruz de Fuego), (Nuclear Blast)
- 2011: Schwarz in Schwarz
- 2014: Mitgift
- 2019: Hey!
- 2023: Himmelfahrt

### Álbumes en vivo
- 2000: Schrei! (Live-CD del tour de Hochzeit, BMG Ariola)
- 2006: Nackt (Live-CD del tour acústico, Nuclear Blast)
- 2008: Schlachthof (Live-CD del tour de Bastard, Nuclear Blast)
- 2010: Nackt II (Live-CD del tour acústico, StS Entertainment)
- 2017: Neon (StS Entertainment)

### Recopilaciones
- 2001: Die Rose im Wasser (La Rosa en el Agua), (BMG Ariola; emitido por la disquera y no por la banda, no se reconoce en la Discografía oficial)
- 2008: Engelskrieger Deluxe Edition (Ángeles Guerreros Edición de Lujo), (LIVE; contiene los dos álbumes más exitosos según la banda Herzblut & Engelskrieger)
- 2008: MCMXCV / Foppt den Dämon (1995 / Burlarse del Demonio)
- 2009: Schrei!/ Engelskrieger Live in Berlin (Grita / Ángeles Guerreros en Berlín)
- 2010: Kleid aus Rosen (El Vestido de Rosas) (Las mejores piezas 2000-2010)

### Sencillos
- 1996: Von Teufeln, Narren, Räubern & Piraten (De los Demonios, los Tontos, los Ladrones y los Piratas) (Stars in the Dark])
- 1997: Zu spät (Demasiado Tarde) (BMG Ariola)
- 1999: Henkersbraut (El Verdugo de la Novia) (BMG Ariola;)
- 2001: Veitstanz (Island Mercury)
- 2003: Falscher Heiland (Falso Salvador) (Island Mercury)
- 2003: Unsterblich (Inmortal) (Motor Music)
- 2005: Sieben (Siete) (Nuclear Blast)
- 2005: Seemannslied (La Canción del Marinero) (Nuclear Blast; Promo)
- 2005: Eisblumen (Flores de Hielo) (Nuclear Blast; Promo, Re-Release 2009 als Download-Single)
- 2007: Umbra / Tanz auf dem Vulkan (Umbra / Bailar sobre el Volcán) (Nuclear Blast)
- 2008: Auf Kiel (Sobre la Quilla) (Nuclear Blast)
- 2009: Besser du rennst (Mejor, Corre) (Nuclear Blast)

### DVD
- 2003: Live (Doble DVD del Engelskrieger-Tour, Motor Music)
- 2006: Nackt (DVD del tour acústico, Nuclear Blast)
- 2008: Schlachthof (DVD del Bastard-Tour, Nuclear Blast)
- 2010: Nackt II (DVD del tour acústico, StS Entertainment)

## Otras Publicaciones

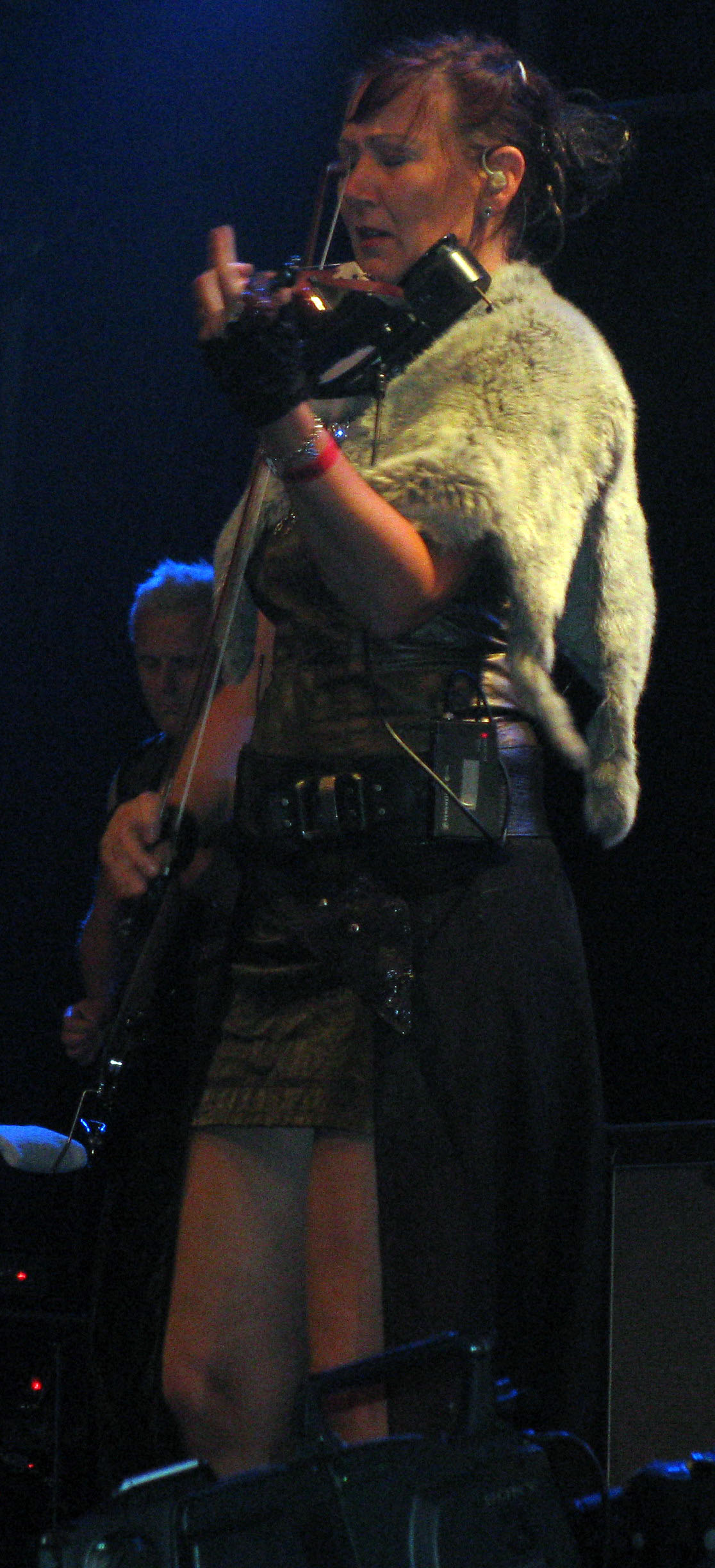
Frau Schmitt. Violinista.

Además de la discografía oficial, hay algunas piezas musicales de algunos de los miembros de StS o de la banda entera que no son muy conocidos, estos han salido como Lado B o como CD
- Amazing Grace - Es un Bootleg de algunos conciertos durante 1998 y que se ha distribuido de forma ilegal.
- Horo - Basado en un canto tradicional irlandés y que únicamente se puede observar en los álbumes Schrei y Nackt ambos, en vivo.
- Kaltes Herz (Corazón Frío) - Publicado en el Sencillo de Sieben y en el recopilatorio Kleid aus Rosen.
- Jericho - Es una pieza instrumental que aparece en el sencillo Sieben, sin embargo en la canción "Das Rätsel II" del álbum Nord Nord Ost es posible escuchar la melodía en el fondo. Únicamente el solo de trompeta en el inicio (y final), que conmemora las Trompetas de Jericó no se incluyó en el álbum.
- Finster, Finster - En el 2006 StS participa en la elaboración de un Audiolibro de Edgar Allan Poe llamado Visionen (Visiones), la banda participa con "Finster, Finster" (Oscuridad, oscuridad) que está basada en el poema El Cuervo. La canción solo puede escucharse en este CD y no se puede obtener de otra forma.
- Vergebung (Perdón) - Producido para el álbum Bastard por razones desconocidas no se incluyó en este, solo se sabe que la banda lo consideró "Inadecuado", finalmente fue incluido en el disco en solitario del cantante Eric Fish Gegen den Strom (Contra la Corriente).
- Stimmen (Voces) - Incluido en el sencillo de Auf Kiel.
- It's after dark (Es después de la Oscuridad) - Himno del festival Wacken Open Air 2009, se publica la versión de estudio en la web de la banda.
- Bruder (Hermano) - Se tocó por primera vez durante la gira acústica de Nackt II y luego se publicó con este.
- Spielmann (Músico) - Se tocó por primera vez durante la gira acústica de Nackt II y luego se publicó con este.

## Remixes
- Participaron en el videojuego Thief 2 con una versión modificada de "Accingite Vos" del álbum Herzblut.
- En la publicación de 2003 del Sencillo de Unsterblich se publicó una nueva versión de "Wenn Engel hassen" (Cuando los Ángeles Odian), esta versión es conocida como Wenn Engel hassen 2003.
- Colaboraron con The Crüxshadows en el 2004 con la canción "Winterborn" (Nacido en Invierno). Se puede escuchar en el Álbum Fortress in Flames (Fortaleza en Llamas).
- Durante el 2008 grabaron una versión de "Earthsong" (Canción de la Tierra) de la músico Sara Noxx, y que publicaron bajo el sencillo homónimo.

## Videografía
- 1994: Where Is Lucky? (¿Dónde está la suerte?)
- 1995: Grabrede (Discurso grave)
- 1996: Sag dem Teufel (Dile al Diablo)
- 2003: Unsterblich (Inmortal)
- 2005: Sieben (Siete)
- 2009: Besser du rennst (Mejor Corre)
- 2009: Eisblumen (Flores de Hielo)
- 2009: Judaskuss (El beso de Judas)